# Moyenneville (Oise)
Moyenneville település Franciaországban, Oise megyében. Lakosainak száma 584 fő (2022. január 1.). Moyenneville Gournay-sur-Aronde, Grandvillers-aux-Bois, Hémévillers, Neufvy-sur-Aronde, La Neuville-Roy, Rouvillers és Wacquemoulin községekkel határos.

## Népesség
A település népességének változása:
| Lakosok száma | 623  | 631  | 646  | 630  | 620  | 609  | 599  | 590  | 584  |
|               | 2013 | 2015 | 2016 | 2017 | 2018 | 2019 | 2020 | 2021 | 2022 |